# Cratoneurella
Cratoneurella là một chi rêu trong họ Brachytheciaceae.